# 松枝三男
松枝 三男（まつえだ みつお、1948年11月6日 - ）は、熊本県出身の元プロ野球選手（投手）。

## 来歴・人物
熊本第一工業高(現・開新高)では田尻茂敏の控えながら中九州大会でも登板したが敗れた、社会人野球のトヨタ自動車に3年間在籍し、1969年にドラフト外で大洋ホエールズへテスト入団。
ピッチングも速球でグイグイ押して行く荒っぽさでカーブやシンカーが武器。陸上選手のボブ・ヘイズを思わせる投法はダイナミックで柔軟な体と上背を利しての速球は威力十分と評されていた。
1972年に、一軍公式戦に出場がないまま引退。

## 詳細情報

### 年度別打撃成績
- 一軍公式戦出場なし

### 背番号
- 46 （1970年 - 1972年）